# Parálisis del nervio radial
La parálisis del nervio radial, también conocida como Mano caída, es una enfermedad donde la persona no puede extender su muñeca y esta cuelga flácidamente. Para evidenciarlo, extienda su brazo paralelo al suelo, con la parte posterior de su mano enfrente al techo, dejando la mano descolgada con los dedos apuntando hacia abajo. Una persona con mano caída será incapaz de moverla de esta posición a una en la cual los dedos apunten hacia el techo

## Anatomíadelantebrazo
En anatomía, el antebrazo es la parte del cuerpo que se extiende desde el codo hasta la muñeca, y no debe ser confundido con el brazo, el cual se extiende desde el hombro hasta el codo.
Los músculos extensores en el antebrazo son el extensor ulnar del carpo, extensor propio del meñique, extensor común de los dedos, extensor del índice, extensor pollicis longus, extensor pollicis brevis, extensor radial corto del carpo, extensor radial largo del carpo. Estos músculos del extensor son proveídos por el nervio radial, otros músculos en el antebrazo también inervados por el nervio radial son el braquiorradial, supinador y abductor pollicis longus. Observe que todos estos músculos están situados en el medio posterior del antebrazo (posterior cuando está en posición anatómica).

## Causas de la mano caída
- La extensión de la muñeca es lograda por músculos en la contracción del antebrazo, halando los tendones que se unen distalmente a la muñeca. Si los tendones, músculos o los nervios que proveen estos músculos no están funcionando como deberían, la mano caída puede ocurrir. Las siguientes situaciones pueden resultar en una mano caída:

- Heridas punzantes o bajo la clavícula pueden conducir a una mano caída. El Nervio radial es la rama terminal del cordón posterior del plexo braquial. Una herida punzante puede dañar el cordón posterior y resultar en deficiencias neurológicas, incluyendo la inhabilidad de desplazar el hombro más de 15 grados, una inhabilidad para extender el antebrazo, habilidad reducida para la supinación de la mano, habilidad reducida para desplazar el pulgar y perdida sensatoria en la superficie posterior del brazo y la mano.

- El nervio radial puede ser dañado si el húmero es fracturado (el hueso del brazo), debido a que recorre el canal radial en el borde lateral de este hueso.

- La mano caída también está asociada con envenenamiento con plomo debido al efecto del plomo en el nervio radial.

- Una causa común de lesión al nervio radial es a través de movimientos repetitivos o como consecuencia de presiones externas a través del canal radial, ejemplos de esto pueden ser el uso prolongado de muletas o de recostarse sobre los codos.2

Entre los estudios clínicos para la mano caída están los estudios de velocidad de conducción del nervio, usado para aislar y confirmar al nervio radial como el origen del problema. 
El manejo inicial de esta lesión incluye férulas, junto con terapias físicas y ocupacionales. En algunos casos la extirpación quirúrgica de fragmentos de hueso u otros defectos anatómicos que puedan estar afectando al nervio puede ser autorizada.
- Datos: Q8038363